# Coca-Cola Zero

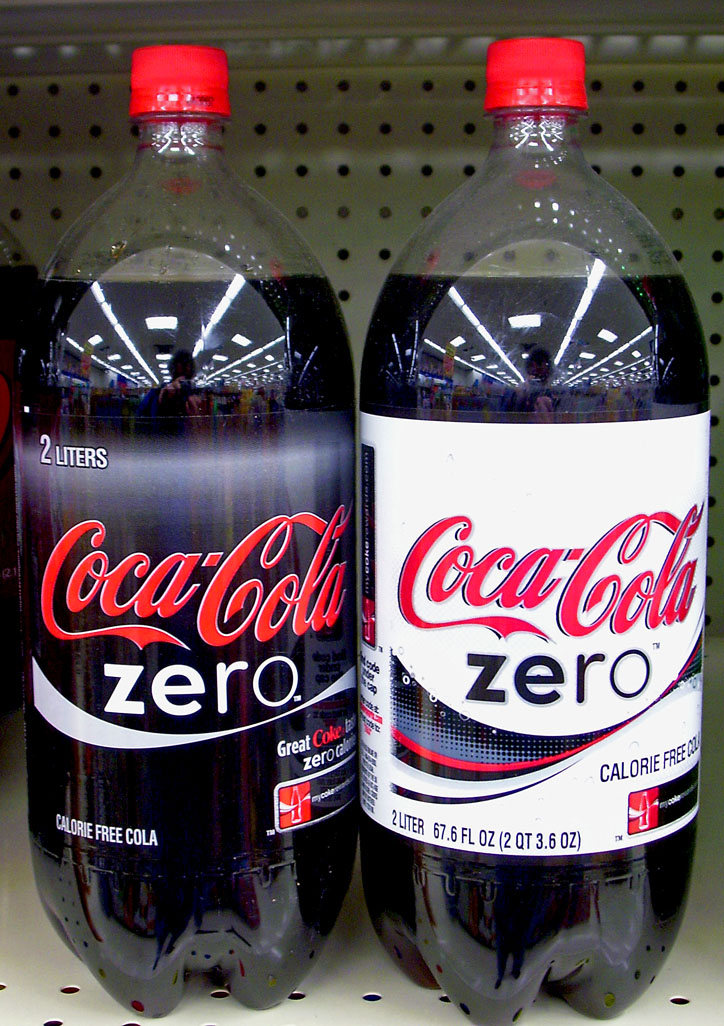
Butelki napoju Coca-Cola Zero

Coca-Cola Zero (w niektórych krajach znana jako Coke Zero) – niskokaloryczna (0,75 kilokalorii/litr) odmiana napoju Coca-Cola.  Coca-Cola Zero pojawiła się po raz pierwszy w Stanach Zjednoczonych w 2005 roku, a w Polsce w 2008 roku. Dostępna jest również w Australii, Bułgarii, Nowej Zelandii, Kanadzie, Niemczech, Hiszpanii, Holandii, Wielkiej Brytanii, Szwecji, Norwegii, Finlandii, Belgii, Grecji, Turcji, Włoszech, Chorwacji i Irlandii.
Na większości światowych rynków można spotkać jedynie podstawową Coca-Colę Zero, ale istnieją również warianty smakowe – wiśniowy, limonkowy i waniliowy, a także wersja bezkofeinowa.

## Różnica pomiędzy Coca-Cola Zero a Coca-Cola Light
Oba napoje różnią się smakiem. Dzięki szczególnej mieszance smaków, Coca-Cola Zero rzekomo smakuje jak oryginalna Coca-Cola. Jest to jednak bardzo kontrowersyjny pogląd wśród konsumentów. Coca-Cola Light ma unikatowy smak, odmienny od pozostałych produktów koncernu. Coca-Cola Zero jest napojem substytucyjnym dla Coca-Coli Light w segmencie napojów niskokalorycznych i bezcukrowych.